# Список персонажей серии фильмов «Пункт назначения»
«Пункт назначения» - это американская хоррор-франшиза, состоящая из шести фильмов, десяти романов и двух комиксов, состоящих в общей сложности из шести выпусков. В каждом фильме есть главный герой, который испытывает предчувствие, что он сам и еще несколько человек погибнут в результате несчастного случая, но спасается вместе с горсткой других персонажей за мгновение до того, как видение становится реальностью. Выжившие позже умирают один за другим в результате серии тщательно продуманных и часто кровавых сценариев, которые по своей сложности часто напоминают машины Руба Голдберга.
Несмотря на то, что в фильмах рассказывается об убийствах, они примечательны среди других фильмов жанра ужасов тем, что «злодеем» в фильмах является не стереотипный маньяк или монстр, а сама Смерть (иногда ее можно увидеть в виде мимолетной тени или порыва ветра), которая манипулирует окружающей средой смертоносными способами с намерением забрать себе жизни выживших.
Список персонажей включает в себя тех, кто погиб при видении главного героя, и тех, кто умер среди выживших. Персонажи перечислены в алфавитном порядке и расположены в хронологическом порядке появления. Ненужные персонажи исключены, например, те, кто не оказывает существенного влияния на сюжет. Статус персонажа указывает на то, жив ли он, умер или его судьба неизвестна.

## Пункт назначения

### Алекс Браунинг
- Актер: Девон Сава
- Появления: Пункт назначения, Пункт назначения 2, Пункт назначения 5
- Статус: Мертв

Александр Теодор «Алекс» Браунинг - главный герой и провидец первого фильма. Он один из выживших на борту рейса 180 и шестой выживший, который погиб.
Алекс, старшеклассник средней школы Маунт-Абрахам, вместе со своими одноклассниками садится на рейс 180 авиакомпании Volée Airlines, чтобы отправиться в Париж. Перед взлетом у Алекса возникает видение, что из-за катастрофической механической неисправности самолет взорвется в воздухе, и все, кто находится на борту, погибнут. Когда события из его видения начинают повторяться, он впадает в панику и выходит из самолета вместе с шестью другими людьми, которые становятся свидетелями взрыва самолета несколько мгновений спустя. В течение следующих нескольких дней выжившие начинают умирать один за другим в результате серии странных несчастных случаев, и, узнав, что Смерть все еще преследует их, Алекс пытается разгадать план Смерти и спасти оставшихся в живых. Ему удается спасти Клер Риверс и Картера Хортона, и Смерть отступает от них, заставляя поверить, что они разгадали план. Шесть месяцев спустя Алекс, Клер и Картер отправляются в Париж, чтобы отпраздновать свое спасение. После объяснения, что Смерть все еще не обошла его стороной, Алекс чуть не попадает под падающий знак, но Картер спасает его в последнюю секунду, и Смерть обходит его стороной. Когда Картер спрашивает, кто следующий, знак снова поворачивается в сторону Картера, показывая, что план Смерти все еще в действии. В сиквеле выясняется, что после событий первого фильма Алекс и Клер десятки раз обманывали Смерть, прежде чем его, наконец, убило упавшим кирпичом.

### Барбара Браунинг
- Актриса: Барбара Тайсон
- Появления: Пункт назначения,
- Статус: Жива

Барбара Браунинг - мать Алекса Браунинга и жена Кена Браунинга. Барбара сначала помогает Алексу собрать вещи перед вылетом в Париж, а позже утешает Алекса после взрыва самолета.

### Билли Хичкок
- Актер: Шонн Уильям Скотт
- Появления: Пункт назначения, Пункт назначения 2, Пункт назначения 4, Пункт назначения 5
- Статус: Мертв

Уильям «Билли» Хичкок - один из выживших на борту рейса 180. Он стал четвертым погибшим из списка.
Билли учился в средней школе Маунт-Абрахам и являлся главной мишенью издевательств Картера Хортона. Он должен был вместе со своими одноклассниками сесть на рейс 180, чтобы отправиться в Париж, но застрял в туалете аэропорта перед вылетом самолета. Он входит как раз в тот момент, когда Алекса Браунинга и Картера выводят из самолета, и тоже вынужден покинуть борт, оказавшись в суматохе. Несколько мгновений спустя он становится свидетелем того, как самолет взрывается в воздухе. Тридцать девять дней спустя он и другие выжившие присутствуют на поминальной службе по жертвам. Позже он встречает других выживших в кафе, где становится свидетелем смерти Терри Чейни. После смерти мисс Валери Лутон он воссоединяется с другими выжившими, чтобы обсудить, что им следует делать. Когда они проезжают через город, Картер узнает, что он следующий в списке Смерти, и начинает безрассудно разъезжать по улицам. Когда Картер останавливает свою машину на железнодорожных путях, он оказывается в ловушке, но Алекс успевает спасти его за несколько секунд до того, как его машину разбивает встречный поезд. Когда Билли предупреждает остальных держаться подальше от Картера, его внезапно обезглавливает один из обломков автомобиля, вылетевший из-под поезда. В результате Алекс узнает, что, если кто-то вмешается, Смерть перейдет к следующему участнику.
Билли упоминается в «Пункте назначения 2» офицером Томасом Берком, который говорит, что избежал перестрелки, в которой погиб его напарник, так как был вызван убрать останки Билли. Его смерть показана в рентгеновском формате во время вступительных титров «Пункта назначения 4», также Билли появляется в пятом фильме с помощью архивных кадров и монтажа на финальных титрах.

### Блейк Дрейер
- Актриса: Кристин Шателейн
- Появления: Пункт назначения
- Статус: Мертва

Блейк Дрейер - ученица средней школы Маунт-Абрахам, погибшая в результате взрыва рейса 180.
Блейк села на рейс 180 вместе со своей лучшей подругой Кристой Марш, чтобы отправиться в Париж. Их одноклассник Тод Ваггнер был влюблен в них обеих и планировал провести весь полет, пытаясь с ними переспать. Перед вылетом самолета у Алекса Браунинга возникло видение, что самолет взорвется в воздухе. Он просыпается, когда Блейк и Криста просят его поменяться местами, как и в его видении, и начинает паниковать. Не обращая внимания на предупреждение Алекса, Блейк остается в самолете и гибнет вместе с 286 другими пассажирами. Позже Алекс понимает, что сейчас не его очередь умирать, поскольку он не менялся местами с Блейк и Кристой, как это было в его первоначальном видении.

### Картер Хортон
- Актер: Керр Смит
- Появления: Пункт назначения, Пункт назначения 2, Пункт назначения 5
- Статус: Мертв

Картер Хортон - один из выживших на борту рейса 180. Он стал пятым погибшим из списка.
Картер учился в средней школе Маунт-Абрахам и был главным соперником Алекса Браунинга. Он сел на рейс 180 вместе со своей девушкой Терри Чейни, чтобы отправиться в Париж. Когда Алекс предупреждает всех, что самолет взорвется, Картер думает, что он все это придумал, и нападает на него. В результате их обоих выводят из самолета вместе с пятью другими пассажирами, которые становятся свидетелями взрыва самолета вскоре после этого. Тридцать девять дней спустя он посещает поминальную службу по погибшим, где отказывается признать, что Алекс спас ему жизнь. Позже он сталкивается с Алексом в кафе, где становится свидетелем смерти Терри, которая опустошает его. Выжившие позже воссоединяются, и Алекс объясняет, что Смерть все еще преследует их. Когда Картер узнает, что он следующий в списке, он приходит в ярость и останавливает свою машину на железнодорожных путях, желая умереть на своих условиях. В последнюю минуту он передумывает, но не может выйти, потому что у него заедает ремень безопасности. Алексу удается спасти Картера всего за несколько секунд до того, как его машину разбивает встречный поезд, и Смерть обходит его стороной. Шесть месяцев спустя Картер приезжает в Париж вместе с Алексом и Клер Риверс, чтобы отпраздновать свое спасение. Вскоре после того, как Алекс объясняет, что Смерть все еще не обошла его стороной, Картер спасает его от столкновения с большой неоновой вывеской. Когда Алекс говорит, что Смерть обошла его стороной, Картер спрашивает, кто следующий, и вывеска падает прямо на него, показывая, что, как только Смерть обойдет всех, она вернется на первое место в списке и все начнется сначала.
О Картере упоминает Рори Питерс в «Пункте назначения 2», где рассказывает, что, став свидетелем смерти Картера, он решил не посещать театр, который позже обрушился. Его снова можно увидеть на архивных кадрах и в финальных титрах «Пункта назначения 5».

### Криста Марш
- Актриса: Лиза Мари Карук
- Появления: Пункт назначения
- Статус: Мертва

Криста Марш - ученица средней школы Маунт-Абрахам, погибшая в результате взрыва рейса 180.
Криста села на рейс 180 вместе со своей лучшей подругой Блейк Дрейер, чтобы отправиться в Париж. Их одноклассник Тод Ваггнер был влюблен в них обеих и планировал провести весь полет, пытаясь с ними переспать. Перед вылетом самолета Алексу Браунингу было видение, что самолет взорвется в воздухе. Он просыпается как раз в тот момент, когда Криста просит его пересесть на другое место, как в его видении, и начинает паниковать. Не обращая внимания на предупреждение Алекса, она остается в самолете и гибнет вместе с 286 другими пассажирами. Позже Алекс понимает, что сейчас не его очередь умирать, поскольку он не менялся местами с Блейк и Кристой, как это было в его первоначальном видении.

### Клер Риверс
- Актриса: Эли Лартер
- Появления: Пункт назначения, Пункт назначения 2, Пункт назначения 4, Пункт назначения 5
- Статус: Мертва

Клер Мари Риверс - персонаж, появившийся в первых двух фильмах. Она стала седьмой и последней погибшей из списка рейса 180.
Клер - ученица, которая садится на рейс 180, чтобы отправиться в Париж. Когда Алекс Браунинг предупреждает всех, что самолет взорвется, Клер - единственная, кто ему верит, и она покидает самолет вместе с шестью другими, которые становятся свидетелями взрыва самолета вскоре после этого. Тридцать девять дней спустя она посещает поминальную службу по жертвам; она единственная, кто благодарит Алекса за ее спасение и дарит ему розу в знак благодарности. После смерти Тода Ваггнера она вместе с Алексом пробирается в морг, чтобы увидеть его тело. Там они встречают Уильяма Бладворта, который предупреждает их, что Смерть все еще преследует выживших. Клер поначалу настроена скептически, пока выжившие не начинают умирать один за другим. После спасения Картера Хортона Алекс дистанцируется от группы, полагая, что он следующий в списке. Позже он осознает, что Клер на самом деле следующая, и мчится к ней домой, чтобы спасти ее. Тем временем Клер оказывается запертой в своей машине, из которой течет бензин, и окружена проводами под напряжением. Алекс прибывает вовремя, чтобы спасти Клер, и хватается за провод, позволяющий ей выбраться из машины за секунды до того, как она взрывается, и Смерть обходит ее. Шесть месяцев спустя Клер, Алекс и Картер отправляются в Париж, чтобы отпраздновать свое спасение; однако после того, как Алекс чудом избежал смерти, они оба становятся свидетелями смерти Картера и понимают, что план Смерти все еще в действии.
В сиквеле выясняется, что Клер - последняя выжившая с рейса 180, и она отправилась в психиатрическую больницу, чтобы защитить себя от Смерти. Ее навещает Кимберли Корман, которая просит ее помочь спасти выживших в аварии на 23-м шоссе. Сначала она отказывается, но позже знакомит Кимберли и офицера Томаса Берка с Бладвортом, который говорит им, что только «новая жизнь» может победить Смерть. Это заставляет их поверить, что если Изабелла Хадсон родит ребенка, это разрушит планы Смерти, и они все будут в безопасности. Клер, Кимберли и офицеру Берку удается спасти Изабеллу и ее ребенка, но позже Кимберли понимает, что Изабелла и не должна была погибнуть в аварии и поэтому никогда не была в списке. Клер ищет Юджина Дикса в больнице, но случайно взрывает его палату из-за воспламенения кислорода, в результате чего они оба погибают.
Смерть Клер показана в рентгеновском формате во время вступительных титров «Пункта назначения 4», а сама Клер появляется в виде монтажа в финале «Пункта назначения 5».